# Jenny Saville
Jennifer Anne Saville (nascuda el 7 de maig de 1970) és una pintora britànica contemporània i membre original dels Young British Artists. És coneguda per les seves representacions pintades a gran escala de dones nues. S'ha atribuït a Saville l'origen d'un mètode nou i desafiant per pintar el nu femení i reinventar la pintura de figures per a l'art contemporani. Saville treballa i viu a Oxford, Anglaterra.
El 5 d'octubre de 2018, l'obra de Saville Propped (1992) es va vendre a Sothebys de Londres per 9,5 milions de lliures esterlines, per sobre de la seva estimació de 3-4 milions de lliures esterlines, convertint-se en l'obra més cara d'una artista femenina viva venuda a una subhasta.

## Primers anys de vida i educació
Saville va néixer el 7 de maig de 1970 a Cambridge, Anglaterra. Va anar a la Lilley and Stone School (ara The Newark Academy) de Newark, Nottinghamshire, per a la seva educació secundària, es va llicenciar a la Glasgow School of Art (1988–1992), i després va rebre una beca de sis mesos per a la Universitat de Cincinnati on es va matricular en un curs d'estudis sobre dones. Allà va estar exposada a idees polítiques de gènere i escriptores feministes de renom. Saville afirma que durant la seva estada a Cincinnati, va veure "Moltes dones grans. Carn blanca gran en pantalons curts i samarretes. Va ser bo veure-ho perquè tenien el físic que m'interessava", un aspecte físic que atribueix en part a Pablo Picasso, un artista que veu com un pintor que feia temes com si "estiguessin sòlidament allà... no fugaçment".

## Carrera
Al final dels estudis universitaris de Saville, el principal col·leccionista d'art britànic, Charles Saatchi, va comprar la seva exposició de grau. Va oferir a l'artista un contracte de divuit mesos, donant-li suport mentre creava noves obres que s'exposaren a la Saatchi Gallery de Londres. La col·lecció, Young British Artists III, es va exposar el 1994 amb l'autoretrat de Saville, Plan (1993), com a peça signatura. Saville, va assolir ràpidament el reconeixement de la crítica i del públic i va sorgir com a part de l'escena dels joves artistes britànics (YBA), destacant també per crear art mitjançant l'ús d'un estàndard clàssic: la pintura de figures, però amb un enfocament contemporani.
Des del seu debut el 1992, Saville s'ha centrat en el cos femení. Ella ha afirmat: "M'atreuen els cossos que emanen una mena d'estat intermedi: hermafrodita, un travesti, una carcassa, un cap mig viu/mig mort". El 1994, Saville va passar moltes hores observant les operacions de cirurgia plàstica a la ciutat de Nova York. Els seus esbossos i documents publicats inclouen fotografies quirúrgiques de liposucció, víctimes de trauma, correcció de deformitats, estats de malaltia i pacients transgènere. Gran part del seu treball presenta carn distorsionada, pinzellades de gran calibre i taques de color a l'oli, mentre que altres revelen la marca del cirurgià d'una operació de cirurgia plàstica o anells blancs "objectiu". Les seves pintures solen ser molt més grans que la mida natural, normalment de sis per sis peus o més. Estan fortament pigmentades i donen una impressió molt sensual de la superfície de la pell així com de la massa del cos. L'estil postpictòric de Saville ha estat comparat amb el de Lucian Freud i Rubens.

### Portades d'àlbums
El 1994, la pintura de Saville Strategy (South Face/Front Face/North Face) va aparèixer a la portada del tercer àlbum The Holy Bible de Manic Street Preachers.
La pintura Stare (2005) de Saville es va utilitzar per a la portada de l'àlbum de 2009 dels Manic Street Preachers Journal for Plague Lovers. Els quatre principals supermercats del Regne Unit van emmagatzemar el CD en una funda senzilla, després que la portada es considerés "inadequada". James Dean Bradfield, membre de la banda va dir que la decisió va ser "totalment estranya" i va comentar:
| « | Pots tenir natges brillants precioses i pistoles a tot arreu al supermercat a les portades de revistes i CD, però mostres una obra d'art i la gent s'espanta. | » |

La portada de l'àlbum va ocupar el segon lloc en una enquesta de 2009 pel millor vinil artístic.

### Treball recent
El 2002, va col·laborar amb el fotògraf Glen Luchford per produir enormes polaroids d'ella mateixa preses des de baix, estirada sobre una làmina de vidre.
En el treball més recent de Saville, utilitza grafit, carbó i pintura pastel per explorar formes superposades que suggereixen dibuixos inferiors, moviment, hibriditat i ambigüitat de gènere. Saville afirma: "Si dibuixo a través de formes corporals anteriors d'una manera arbitrària o contradictòria... dona a l'obra una mena de força vital o eros. Destrucció, regeneració, un ritme cíclic de formes emergents".

## Representacions del cos
Les representacions del cos són un aspecte important de l'obra de Jenny Saville. Els estilitzats retrats nus de la Saville de cossos femenins voluminosos li han donat reconeixement internacional. Ella atribueix la major part del seu estil i temes a aquest tema de les representacions. L'obra de Savilles Propped (1992), que és l'obra més cara venuda en una casa de subhastes per una artista femenina viva, ha estat descrita com "una de les obres mestres indiscutibles dels joves artistes britànics" pel cap europeu d'art contemporani de Sothebys Àlex Branczik. Es diu que aquesta peça és tan magistral perquè és "l'autoretrat superlatiu que trenca les representacions canonitzades de la bellesa femenina".
En una entrevista per a la Galeria Saatchi, Saville comentà: "He de treballar realment en la tensió entre aconseguir que la pintura tingui la qualitat sensorial que vull i ser constructiu pel que fa a construir la forma d'un estómac, per exemple, o crear l'escletxa interna d'una cuixa. Com més ho faig, més es fa interessant l'espai entre l'abstracció i la figuració. Vull una pintura realista. Intento tenir en compte el ritme d'una pintura, de zones actives i tranquil·les. Escoltar música ajuda molt, especialment la música on hi ha un so dur i després passatges suaus i transpirables."
L'art de Saville se centra en els cossos de les dones com a temàtica predominant, i està molt allunyat d'altres obres de forma femenina, que tradicionalment han objectivat les dones. Està més interessada en la forma femenina crua i inalterada, i les valuoses reaccions de fàstic que es generen en veure les seves peces. Per tant, la seva obra desafia les representacions tradicionals de dones nues i també la imatge corporal perfecta i filtrada actual, encoratjada per les xarxes socials. Saville ho fa centrant-se en les protuberàncies, els clots, els rotllos i els contorns del cos i la carn de les dones, que representen algunes inseguretats i imperfeccions, que tradicionalment s'han exclòs en les representacions de dones nues.

### Tècnica i opcions de color
La tècnica de Saville utilitza petites pinzellades per construir la pintura i suavitzar la imatge. L'acabat de la pintura és mat, però no sembla "sec". També usa combinacions de colors interessants i apagades per a les seves obres d'art que creen una atmosfera suau i lliure de duresa amb un tema i un significat intens al darrere. S'han proposat altres anàlisis complementàries sobre la tècnica: tot i aprofitar una àmplia gamma de fonts, és normal que una pintura "capti una sensació de moviment i fluïdesa. Aquestes imatges inquietes no proporcionen cap punt fix, sinó que suggereixen la percepció de realitats simultànies". Segons Kenny Smith"va trobar una manera d'encaixar els estudis de gènere dins d'una floració tardana de la gran tradició del retrat fanfarró... El gir provocatiu de Saville va ser estendre la tècnica de bravura i l'escala monumental d'aquesta pintura a dones joves nues i aïllades (o en alguns casos sardinades)". David Cohen declararia que"Saville treballa amb pintura a l'oli, aplicada en capes pesades, esdevé tan visceral com la mateixa carn, cada marca pintada manté una vida flexible i mòbil pròpia. Mentre Saville empeny, unta i raspa el pigment sobre els seus llenços a gran escala". Saville també és coneguda pel seu ús de teles massives que permeten a l'espectador veure els detalls i les capes de pintures a l'oli per crear la seva estètica característica del moviment i el realisme abstracte.

### Estètica i temàtica
Tradicionalment, els nus de Jenny Saville s'han estudiat des de la perspectiva de gènere desafiant "els aspectes tradicionals de la bellesa i la feminitat. De fet, la majoria dels seus nus representen dones amb sobrepès o contusions... la lluita constant entre el cos femení i els ideals corporals que la cultura pop contemporània ha estat tractant d'imposar-hi" (Marilia Kaisar). Meagher escriu que Saville veu els estàndards de "bellesa i plaer [com] profundament integrats a la [cultura] occidental", però, constantment intenta desafiar aquests supòsits del cos i la bellesa.
Les seves mirades no convencionals sobre la bellesa expandeixen la forma nua tradicional en una manera de comentar el cos, la política de gènere, la sexualitat i fins i tot l'autorealització. Les seves obres sovint "representen cossos femenins distorsionats, carns i inquietants" per provocar interès, confusió, preguntes i emoció. El tractament deliciós, però grotesc de Saville dels cossos pintats ha provocat comparacions amb Lucian Freud. "Pinto carn perquè sóc humana", ha dit, i també que "si treballes amb oli, com jo, és natural. La carn és només la cosa més bonica per pintar". O també Suzie Mackenzie digué que les seves obres són "Una confrontació amb la dinàmica d'exposició... els seus nus exagerats assenyalen, amb una franquesa agonitzant, la disparitat entre la manera com es perceben les dones i la manera com se senten pel seu cos". Juga amb l'"ambigüitat de l'encarnació" i el que significa ser "femení" o "bell" mitjançant l'ús de la distorsió i el "fàstic". Aquesta "estètica del fàstic" va empènyer la gent a l'incòmode i va obligar moltes a posar-se en la pell d'innombrables dones del món occidental, donant a algunes l'autonomia per decidir el seu propi estàndard de bellesa més enllà de la societat. El tema principal de totes les primeres obres de Saville és la mateixa artista i, de fet, al llarg de la seva obra ha pintat gairebé exclusivament temes femenins. Estudiosos com Loren Erdrich argumenten que hi ha un vincle directe entre el cos físic, la identitat i el jo que es presenten als subjectes de Saville.
La societat modela i busca controlar el comportament, les relacions i el poder. Saville, però, trenca les convencions socials que animen les dones a encaixar en els estàndards de bellesa limitants. El tema de Saville, els cossos no idealitzats, s'han entès com una superposició de mentalitats mentals i emocionals: "si poguéssim veure a través de la nostra pell les nostres lesions psicològiques, llavors el procés serà clar: cada lesió i excés s'amaga de la superfície (en cada evitar amb èxit el rubor) va al nostre cos interior (on evita ser notat)" segons Luis Alberto Mejia Clavijo. Mitjançant la mediació de la pintura, Saville restaura la bellesa i la subjectivitat als cossos que han estat en allò que es veu com a grotesc. Amb les seves pròpies paraules: "Moltes dones allà es veuen i se senten així, fetes a témer el seu propi excés, absorbides pel culte de l'exercici, la gran recerca de ser prim. La retòrica que s'utilitza contra l'obesitat fa que soni molt pitjor que l'alcohol o el tabaquisme, però poden fer-te molt més dany". Es reconeix que Saville realitza "exploracions de persones que són alhora íntimes i incòmodes. A través d'investigacions detallades, franques i sense disculpes del cos humà, es produeixen diàlegs entre el passat i el present, i estan animats per qüestions de gènere, sofriment i ambigüitat" segons Asana Greenstreet.
Des del començament de la seva carrera, Saville s'ha dedicat a una intensa exploració del cos i la seva representació. Saville pren prestats convencions d'una llarga tradició en la pintura de figures, ja sigui en posicions manllevades de les pintures de la Mare de Déu i el Nen de Leonardo da Vinci, l'ús d'una paleta de colors que recorda a Peter Paul Rubens o la pintura gestual de Willem de Kooning a la seva sèrie Woman. Saville s'apropia d'aquestes tècniques associades als mestres masculins per mostrar el seu propi punt de vista com a dona.
El 2004, Saville va explorar la idea del gènere flotant a la seva obra Passage. Saville es cita dient: "Amb el travesti buscava un cos que estigués entre gèneres. Havia explorat una mica aquesta idea a Matrix. La idea de gènere flotant que no està fixada. El travesti amb qui vaig treballar té un penis natural i pits falsos de silicona. Fa trenta o quaranta anys aquest cos no podia haver existit i jo buscava una mena d'arquitectura contemporània del cos. Volia pintar un pas visual a través del gènere, una mena de paisatge de gènere".

## Obres seleccionades
- Branded (1992). Pintura a l'oli sobre uns 7 peus × 6 peus (2,1 m × 1,8 m) llenç. En aquesta pintura, Saville va pintar la seva pròpia cara sobre un cos femení obès. La mida dels pits i la secció mitjana és molt exagerada. La figura del quadre sosté els plecs de la seva pell que aparentment està mostrant.[39]
- Plan (1993). Pintura a l'oli sobre uns 9 peus × 7 peus (2,7 m × 2,1 m) llenç. Aquesta pintura representa una figura femenina nua amb corbes de nivell marcades al seu cos, semblant a la d'un mapa topogràfic. Saville va dir d'aquest treball: "Les línies del seu cos són les marques que fan abans que et facin una liposucció. Dibuixen aquestes coses que semblen objectius. M'agrada aquesta idea de cartografiar el cos, no necessàriament àrees per tallar, sinó com contorns geogràfics en un mapa. No em vaig atreure el cos. Volia la idea de tallar la pintura. Com si tallessis el cos... Evoca la idea de la cirurgia. Té moltes connotacions."[40]
- Fulcrum (1999). Pintura a l'oli sobre un llenç. En aquest quadre, tres dones obeses estan amuntegades en un carro mèdic. S'han pintat fines tires verticals de cinta i després s'han retirat del llenç, creant així una sensació de mesura geomètrica en desacord amb la carn muntanyosa.[41]
- Hem (1999). Pintura a l'oli sobre uns 10 peus × 7 peus (3,0 m × 2,1 m) llenç. Aquesta pintura representa una dona nua molt gran amb moltes textures subtils implicades. Els trossos de taronja que apareixen a través de l'estómac afegeixen una brillantor, mentre que el costat esquerre de la figura està cobert amb pintura blanca gruixuda com si fos d'un guix, i la seva zona púbica, pintada de rosa sobre marró fosc, s'assembla a la fusta pintada tallada.[41]
- Hybrid (1997). Pintura a l'oli sobre uns 7 peus × 6 peus (2,1 m × 1,8 m) llenç. En aquesta pintura, la imatge s'assembla molt a un mosaic. S'incorporen diferents components de quatre cossos femenins per crear una peça única.[40]
- Ruben's Flap (1998–1999). Pintura a l'oli sobre uns 10 peus × 8 peus (3,0 m × 2,4 m) llenç. Aquest quadre representa la mateixa Saville; multiplica el seu cos, deixant que ompli l'espai del llenç com fa en altres obres, però el que és interessant és la fragmentació. Les línies decisives divideixen el cos en plans quadrats, i sembla que ella està intentant amagar la nuesa amb els diferents plans. Saville sembla estar lluitant per convèncer-se que les parts del seu cos són boniques.[42]
- Matrix (1999). Pintura a l'oli sobre uns 7 peus × 10 peus (2,1 m × 3,0 m) llenç. En aquest quadre, Saville representa una figura nua reclinada amb pits i genitals femenins, però amb un rostre masculí i barbut. Els genitals es col·loquen en primer pla, fent-lo molt més enfocat a la imatge que la mirada. Els braços i les cames de la figura només es veuen parcialment, les extremitats es troben fora del límit de la imatge. El conjunt està pintat en tons carnosos força naturalistes.[43]
- Saville també va crear una sèrie de fotografies conegudes com a Closed Contact (1995–1996). Va col·laborar amb l'artista Glen Luchford per crear una sèrie d'impressions C que representen una dona nua més gran estirada sobre plexiglàs. Les fotos van ser fetes des de sota del vidre i representen la figura femenina molt distorsionada.[40]

## Exposicions
- El 1993, Cooling Gallery, Londres, Regne Unit (quan Saatchi va comprar totes les seves obres).
- El 1994, "Young British Artists III", Saatchi Gallery, Londres, Regne Unit.
- El 1996, "Contemporary British Art '96", Museu de Kalmar, Estocolm, Suècia.
- El 1996, "A Collaboration", en col·laboració amb Glen Luchford, Pace/McGill Gallery, Nova York, EUA.
- El 1997, 'Sensation', Royal Academy of Art, Londres, Regne Unit (va portar l'obra de Saville a l'atenció del públic britànic en general).
- El 1999, "Territories", Gagosian Gallery, Nova York (SoHo), EUA. (primera exposició individual important)
- El 2002, "Closed Contact", en col·laboració amb Glen Luchford, Gagosian Gallery, Beverly Hills, Califòrnia, EUA.
- El 2003, "Migrants", Gagosian Gallery, Nova York (Chelsea), EUA.
- El 2004, Large Scale Polaroids de Jenny Saville i Glen Luchford, Universitat de Massachusetts Amherst, East Gallery.
- El 2005, Solo Exhibition, Museo d'Arte Contemporanea Roma, Roma.
- El 2006, l'exposició inaugural, Museu Carlo Billoti, Roma, Itàlia.
- El 2010, Gagosian Gallery, Londres, Regne Unit.
- El 2011, "Continuum", Gagosian Gallery, Nova York, EUA.
- El 2012, "Jenny Saville, Solo Show", Norton Museum of Art, West Palm Beach, Florida, EUA. (Part de la sèrie RAW de Norton – Reconeixement de l'art de les dones).
- El 2012, la primera exposició individual de Jenny Saville al Regne Unit es va celebrar a Modern Art Oxford.[44][45]
- El 2014, "Egon Schiele - Jenny Saville", Kunsthaus Zürich, Zürich, CH.
- El 2016, 'Jenny Saville Drawing', Ashmolean Museum, Venècia, Itàlia. (Formant part de la secció final de l'exposició 'Ticià a Canaletto: Dibuixant a Venècia'). Es van produir vint noves obres sobre paper i tela com a resposta als dibuixos venecians de l'exposició.[46]
- El 2016, "Erota", Gagosian Gallery, Londres, Regne Unit. Aquesta exposició va comptar amb dibuixos recents inspirats en l'exposició anterior "Tiziano a Canaletto: Dibuixant a Venècia".[47]
- "Ancestors", del 3 de maig al 23 de juliol de 2018 a la Gagosian Gallery, 522 West 21st Street, Nova York.[48]
- El 2018, "Now", Scottish National Gallery of Modern Art, Escòcia, Regne Unit (durant el Festival d'Art d'Edimburg).[49]
- El 2018, "Jenny Saville", The George Economou Collection, Atenes, Grècia

- Jenny Saville, organitzat per Cheryl Brutvan, Textos de Cheryl Brutvan i Nicholas Cullinan, Norton Museum of Art, West Palm Beach, Florida, 2011.